# 2e armée de choc
Pour les articles homonymes, voir 2e armée.
La 2e armée de choc (en russe : 2-я ударная армия) est une unité de l'armée de terre soviétique qui a combattu durant la Grande Guerre patriotique.

## Création

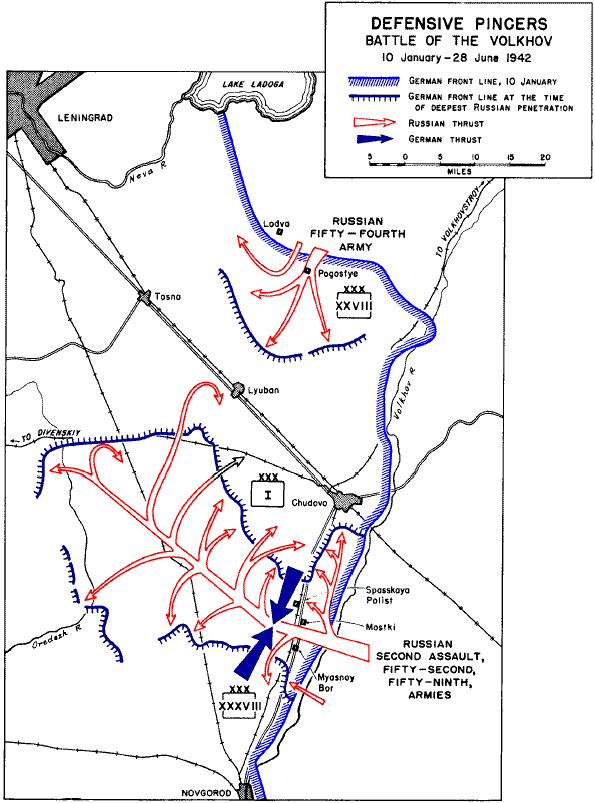
Carte de la bataille de Liouban également appelée bataille du Volkhov.
Les flèches blanches indiquent les attaques russes qui utilisent des unités blindées comme une réserve mobile.
Les flèches noires indiquent les contre-attaques des troupes allemandes.

La 2e armée de choc est créée en décembre 1941, à partir de troupes de la 26e armée dépendant du Front de Volkhov.
À l'origine, la 2e armée de choc est composée des
- 327e division de fusiliers
- 22e brigade de fusiliers
- 23e brigade de fusiliers
- 24e brigade de fusiliers
- 25e brigade de fusiliers
- 53e brigade de fusiliers
- 57e brigade de fusiliers
- 58e brigade de fusiliers
- 59e brigade de fusiliers,
- de plusieurs brigades de ski
- de chars
- d'artillerie
- d'aviation
- du 13e corps de cavalerie Guseva[1]

### 1942
Le lieutenant général Grigory Grigorievitch Sokolov (ru), un commissaire de l'ancien NKVD nommé à la tête de la 2e armée de choc en décembre 1941, se révèle absolument incompétent. Il est remplacé début janvier 1942 par le lieutenant général Nikolaï Klykov, jusque-là commandant de la 52e armée. Peu avant la bataille de Liouban, Krylov est remplacé par le général Andreï Vlassov. Cette opération consiste à effectuer un mouvement enveloppant pour éliminer les troupes allemandes situées à l'est de la ville de Liouban afin de rompre le siège de Leningrad.
Le 7 janvier 1942, la 2e armée de choc est à la pointe de la bataille de Liouban, avec les 4e 8e, 52e, 54e et 59e armées.
Les forces allemandes s'étant retranchées, renforcées très fortement, l'avancée est très lente. Les troupes du général Vlassov réussissent toutefois à percer le dispositif défensif allemand et pénètrent de 70 à 74 km à l'intérieur de la zone arrière allemande. Les autres forces du front de Volkhov composées des 4e, 52e et 59e armées, ne réussissent pas à apporter le soutien nécessaire. En mars, les deux armées soviétiques tentant de clore l'encerclement ne sont qu'à 25 km du but, mais ne peuvent avancer plus. L'offensive de Liouban échoue.
L'autorisation de retraite ayant été refusée, la 2e armée de choc se trouve alors encerclés par les troupes allemandes et dans une situation totalement désespérée.
Encerclée, la 2e armée de choc réussit à restaurer, après de durs combats, les communications le 30 mars, par la création d'un petit couloir à travers lequel les groupes épars de soldats épuisés et démoralisés et des commandants de la 2e armée de choc purent être ravitaillé.
Malgré cela, lorsque le général Meretskov fait son rapport à la Stavka, il omet de dire que le couloir qui reliait la 2e armée de choc au reste de son armée n'excéde pas 2 km de largeur, subit constamment des attaques aériennes et d'artillerie, et que sa capacité de transport est très faible. Ainsi la Stavka ne retire pas la 2e Armée de choc alors qu'il en est encore temps.
La 2e Armée de choc doit subir un ravitaillement perturbé et son moral baisse. Le 30 mai, les forces allemandes lancent une nouvelle offensive et la coupèrent à nouveau du reste des forces.
Le 5 juin, l'armée est enfin autorisée à se retirer : une partie des forces rompt l'encerclement et arrive, fin juillet, à Myasnoi Bor (ru) pratiquement anéantie. Le reste de l'armée est détruit, 33 000 hommes sont capturés, le même nombre tué, et 10 000 hommes désertent.
Le 6 juillet 1942, durant la retraite, le général Vlassov est fait prisonnier par les troupes de la Wehrmacht. Il lèvera par la suite une légion d'auxiliaires russes qui se battra aux côtés des Allemands.

Encerclement des troupes soviétiques et de la 2e armée de choc lors de l'offensive de Siniavine

Du 19 août au 20 octobre 1942, après avoir été renforcée, la 2e armée de choc est de nouveau à la pointe de l'attaque lors de l'offensive de Siniavine. Une nouvelle fois encerclée elle est quasiment détruite et est envoyée en réserve du Front pour être reconstruite.

### 1943 à 1945

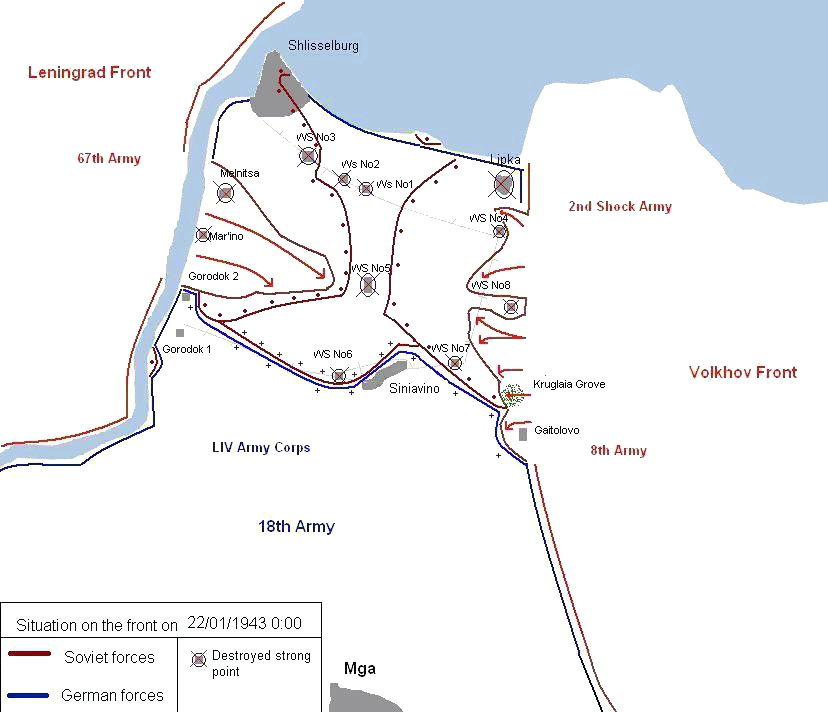
L'avancée maximale du front soviétique lors de l'opération Iskra

Le 12 janvier 1943, après un calme relatif d'environ 2 mois, les russes lancent l'opération Iskra également connue sous le nom de 2e bataille du lac Ladoga.

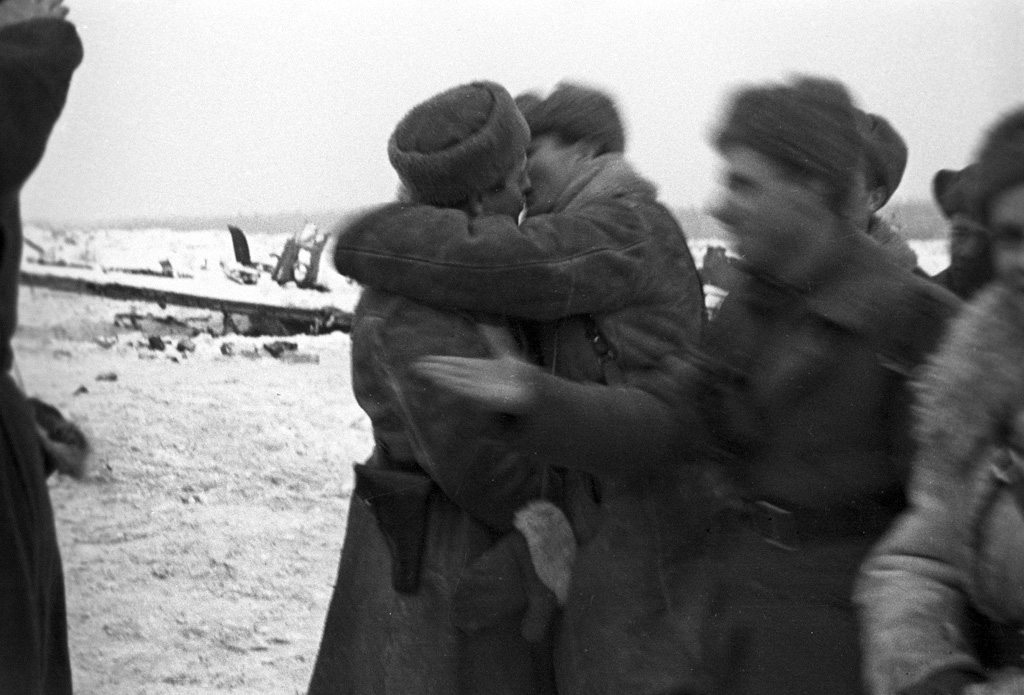
Réunion avec la 67e armée
Photo Dmitry Kozlov

À l'aube, l'aviation russe attaque les aérodromes, les gares et les centres de communication. À 9h30, 4 500 pièces d'artillerie russes ouvrent le feu sur les tranchées de première ligne allemandes. Après cette préparation d'artillerie, partant du front du Volkhov, la 2e armée de choc se rue à l'assaut se heurtant aux Prussiens de la 1re division d'infanterie. Les combats font rage toute la journée et la 327e division de fusiliers soviétique s'épuise en des attaques incessantes contre le kampfgruppe Wengler réfugié dans une forêt. L'arrivée de la 64e division de la garde contraint Wengler à reculer. Pour cette première journée l'avance russe du côté du front du Volkhov atteint une profondeur de 12 km mais sur largeur 2 km seulement.

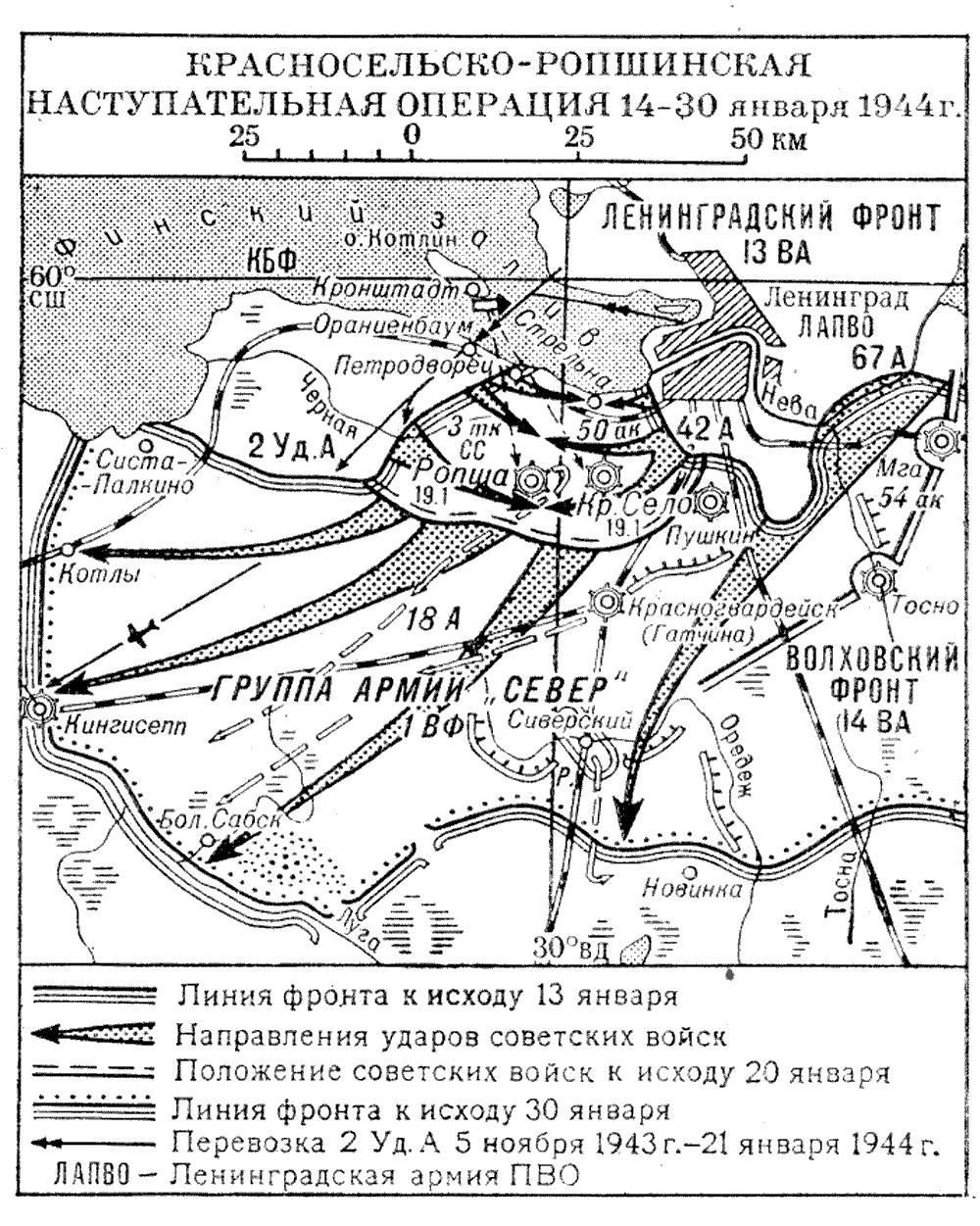
Carte de l'offensive Krasnoye Selo–Ropsha

En fin d'année 1943, elle est transportée secrètement dans la poche d'Oranienbaum afin de prendre part à l'offensive Krasnoye Selo–Ropsha visant à rompre définitivement le siège de Leningrad. Sous les ordres du général Ivan Ivanovitch Fediouninski, mi-janvier 1944, elle perce les défenses allemande à Gostilizy (de) permettant de lever totalement le siège de Léningrad. Elle participe ainsi à l'offensive Leningrad-Novgorod puis à l'offensive Kingisepp–Gdov aux différentes offensives et batailles pour la libération de Narva et de l'Estonie.
Après la libération des États Baltes la 2e armée de choc est déplacée vers le Sud et affecté au 2e front biélorusse ou elle combat en Pologne puis dans le Nord de l'Allemagne. Elle participera aux batailles et combats de Varsovie et de Stettin.
En 1945, la 2e armée de choc participe au début de la bataille de Berlin puis le 1er mai 1945, elle est à Stralsund sur la mer Baltique et termine la guerre sur l'ile de Rügen.
Après la guerre, la 2e armée de choc fait partie des troupes d'occupation soviétiques en Allemagne.

## Commandants
Parmi les nombreux généraux qui ont commandé la 2e Armée de choc on peut citer :
- Grigory Grigorievitch Sokolov (ru)
- Nikolaï Kouzmitch Klykov
- Andreï Andreïevitch Vlassov
- Vladimir Zakharovitch Romanovsky
- Ivan Ivanovitch Fediouninski

## Composition
18 décembre 1941
- 327e division de fusiliers
- 53e brigade de fusiliers
- 57e brigade de fusiliers
- 58e brigade de fusiliers
- 59e brigade de fusiliers
- 18e régiment d'artillerie
- 839e régiment d'obusier
- 121e régiment de bombardement (aviation)

janvier 1942
- 327e division de fusiliers
- 22e brigade de fusiliers
- 23e brigade de fusiliers
- 24e brigade de fusiliers
- 25e brigade de fusiliers
- 53e brigade de fusiliers
- 57e brigade de fusiliers
- 58e brigade de fusiliers
- 59e brigade de fusiliers

janvier 1943 lors de l'opération Iskra
- 11e division de fusiliers
- 18e division de fusiliers
- 71e division de fusiliers
- 128e division de fusiliers
- 147e division de fusiliers
- 191e division de fusiliers
- 239e division de fusiliers
- 256e division de fusiliers
- 327e division de fusiliers
- 314e division de fusiliers
- 372e division de fusiliers
- 376e division de fusiliers
- 11e brigade de ski
- 12e brigade de ski
- 13e brigade de ski
- 22e brigade de ski
- 16e brigade de chars (ru)
- 98e brigade de chars (ru)
- 122e brigade de chars (ru)
- 185e brigade de chars
- 32e régiment[réf. nécessaire] blindé de la garde

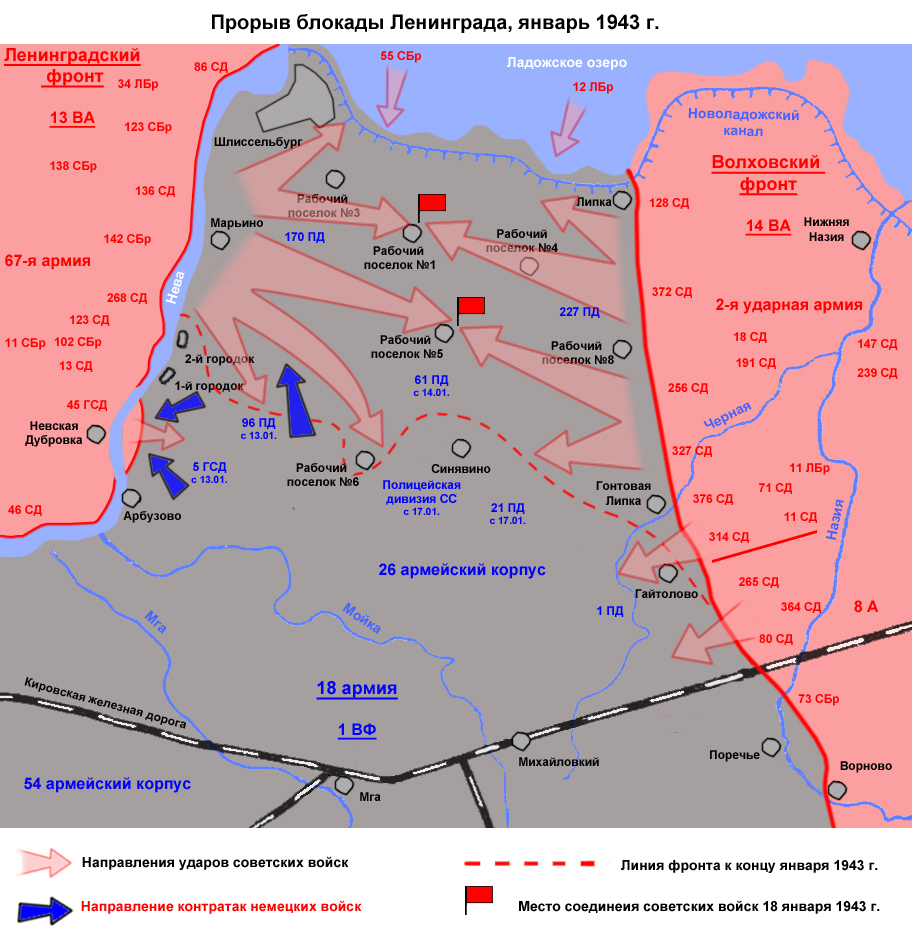
Carte de l'opération Iskra

- 4 bataillons de chars "indépendants"